# Campionato sudamericano maschile under 20 di calcio 1988
Il Campionato sudamericano di calcio Under-20 1988, 14ª edizione della competizione organizzata dalla CONMEBOL e riservata a giocatori Under-20, è stato giocato in Argentina. Le tre migliori classificate si sono qualificate per il Campionato mondiale di calcio Under-20 1989. Originariamente programmato per il 1989, venne anticipato per evitare possibili sovrapposizioni con il Mondiale di categoria.

## Partecipanti
Partecipano al torneo le rappresentative le 10 associazioni nazionali affiliate alla Confederación sudamericana de Fútbol, nonché Israele under 20 dietro invito della confederazione:
| - Argentina under 20 - Bolivia under 20 - Brasile under 20 - Cile under 20 - Colombia under 20 - Israele under 20 |  | - Ecuador under 20 - Paraguay under 20 - Perù under 20 - Uruguay under 20 - Venezuela under 20 |

## Città
La Federazione calcistica argentina scelse come luogo deputato a ospitare la manifestazione la città di Buenos Aires.

## Formato

### Fase a gironi
Le 10 squadre partecipanti alla prima fase sono divise in due gruppi da cinque ciascuno e si affrontano in un girone all'italiana con gare di sola andata. Passano al secondo turno le prime due classificate in ogni gruppo. Israele prende parte agli incontri del gruppo A, ma i suoi risultati sono ininfluenti ai fini del torneo, dato che partecipa solo come invitata e non può qualificarsi tramite la competizione.
In caso di arrivo a pari punti in classifica, la posizione si determina seguendo in ordine:
- Differenza reti;
- Numero di gol realizzati;
- Risultato dello scontro diretto;
- Sorteggio.

## Fase a gironi
Legenda
|  | Qualificata alla fase successiva |

### Gruppo A
| Squadra            | P.ti | G | V | P | S | GF | GS | DR |
| ------------------ | ---- | - | - | - | - | -- | -- | -- |
| Argentina under 20 | 8    | 4 | 4 | 0 | 0 | 8  | 1  | +7 |
| Paraguay under 20  | 6    | 4 | 3 | 0 | 1 | 10 | 5  | +5 |
| Israele under 20   | 6    | 5 | 3 | 0 | 2 | 6  | 4  | +2 |
| Cile under 20      | 3    | 4 | 1 | 1 | 2 | 5  | 7  | -2 |
| Perù under 20      | 3    | 4 | 1 | 1 | 2 | 3  | 6  | -3 |
| Venezuela under 20 | 0    | 4 | 0 | 0 | 4 | 3  | 11 | -8 |

| 2 maggio 1988 | Israele | 1 – 0 | Paraguay |  |

| 2 maggio 1988 | Cile | 1 – 1 | Perù |  |

| 2 maggio 1988 | Argentina | 1 – 2 | Venezuela |  |

| 4 maggio 1988 | Cile | 2 – 1 | Venezuela |  |

| 4 maggio 1988 | Paraguay | 2 – 0 | Perù |  |

| 4 maggio 1988 | Argentina | 2 – 0 | Israele |  |

| 6 maggio 1988 | Paraguay | 6 – 2 | Venezuela |  |

| 6 maggio 1988 | Argentina | 3 – 1 | Cile |  |

| 6 maggio 1988 | Perù | 2 – 1 | Israele |  |

| 10 maggio 1988 | Paraguay | 2 – 1 | Cile |  |

| 10 maggio 1988 | Argentina | 2 – 0 | Perù |  |

| 9 maggio 1988 | Israele | 1 – 0 | Venezuela |  |

| 12 maggio 1988 | Perù | 2 – 1 | Venezuela |  |

| 12 maggio 1988 | Argentina | 2 – 0 | Paraguay |  |

| 13 maggio 1988 | Israele | 3 – 0 | Cile |  |

### Gruppo B
| Squadra           | P.ti | G | V | P | S | GF | GS | DR  |
| ----------------- | ---- | - | - | - | - | -- | -- | --- |
| Colombia under 20 | 7    | 4 | 3 | 1 | 0 | 6  | 1  | +5  |
| Brasile under 20  | 6    | 4 | 3 | 0 | 1 | 11 | 1  | +10 |
| Ecuador under 20  | 3    | 4 | 1 | 1 | 2 | 3  | 11 | -8  |
| Bolivia under 20  | 2    | 4 | 1 | 0 | 3 | 4  | 9  | -5  |
| Uruguay under 20  | 2    | 4 | 0 | 2 | 2 | 2  | 4  | -2  |

| 3 maggio 1988 | Uruguay | 1 – 1 | Ecuador |  |

| 3 maggio 1988 | Brasile | 3 – 0 | Bolivia |  |

| 5 maggio 1988 | Ecuador | 2 – 1 | Bolivia |  |

| 5 maggio 1988 | Colombia | 1 – 0 | Brasile |  |

| 9 maggio 1988 | Bolivia | 2 – 1 | Uruguay |  |

| 9 maggio 1988 | Colombia | 2 – 0 | Ecuador |  |

| 11 maggio 1988 | Brasile | 7 – 0 | Ecuador |  |

| 11 maggio 1988 | Uruguay | 0 – 0 | Colombia |  |

| 13 maggio 1988 | Colombia | 3 – 1 | Bolivia |  |

| 13 maggio 1988 | Brasile | 1 – 0 | Uruguay |  |

## Fase finale
| Squadra            | P.ti | G | V | P | S | GF | GS | DR |
| ------------------ | ---- | - | - | - | - | -- | -- | -- |
| Brasile under 20   | 5    | 3 | 2 | 1 | 0 | 3  | 1  | +2 |
| Colombia under 20  | 3    | 3 | 1 | 1 | 1 | 3  | 2  | +1 |
| Argentina under 20 | 2    | 3 | 1 | 0 | 2 | 3  | 4  | -1 |
| Paraguay under 20  | 2    | 3 | 1 | 0 | 2 | 1  | 3  | -2 |

| 16 maggio 1988 | Colombia | 2 – 0 | Paraguay |  |

| 16 maggio 1988 | Brasile | 2 – 1 | Argentina |  |

| 19 maggio 1988 | Brasile | 0 – 0 | Colombia |  |

| 19 maggio 1988 | Paraguay | 1 – 0 | Argentina |  |

| 22 maggio 1988 | Argentina | 2 – 1 | Colombia |  |

| 22 maggio 1988 | Brasile | 1 – 0 | Paraguay |  |

## Classifica marcatori
| Gol |  |  | Giocatore          | Squadra           |
| --- |  |  | ------------------ | ----------------- |
| 5   |  |  | Assis              | Brasile under 20  |
| 5   |  |  | Francisco Ferreira | Paraguay under 20 |